# Поступательное движение

Рисунок 1 Поступательное движение тела

Поступа́тельное движе́ние —       механическое движение системы точек (абсолютно твёрдого тела), при котором отрезок, связывающий любые две точки этого тела, форма и размеры которого во время движения не меняются, остаётся параллельным своему положению в любой предыдущий момент времени. При поступательном движении все точки тела описывают одну и ту же траекторию (с точностью до постоянного смещения в пространстве) и в любой данный момент времени имеют одинаковые по направлению и абсолютной величине векторы скорости и ускорения, которые меняются синхронно для всех точек тела.
В общем случае поступательное движение происходит в трёхмерном пространстве, но его основная особенность — сохранение параллельности любого отрезка самому себе, остаётся в силе.
Математически поступательное движение по своему конечному результату эквивалентно параллельному переносу. Однако, рассматриваемое как физический процесс, оно представляет собой в трёхмерном пространстве вариант винтового движения (см. рисунок 2).

## Основной закон динамики поступательного движения
Производная по времени от количества движения материальной точки или системы материальных точек относительно неподвижной (инерциальной) системы отсчёта равна главному вектору всех внешних сил, приложенных к системе.

## Примеры поступательного движения
Поступательно движется, например, кабина лифта. Также, в первом приближении, поступательное движение совершает кабина колеса обозрения
Поступательное движение в первом приближении (если пренебречь качанием ступни) совершает педаль велосипеда, выполняющая при этом за полный цикл своего хода один поворот вокруг своей оси.

## Связь движения тела и движения его точек

Рисунок 2 Пример трёхмерного поступательного движения тела

Если тело движется поступательно, то для описания его движения достаточно описать движение произвольной его точки (например, движение центра масс тела).
Одной из важнейших характеристик движения точки является её траектория, в общем случае представляющая собой пространственную кривую, которую можно представить в виде сопряжённых дуг различного радиуса, исходящего каждый из своего центра, положение которого может меняться во времени. В пределе и прямая может рассматриваться как дуга, радиус которой равен бесконечности.
В таком случае оказывается, что при поступательном движении в каждый заданный момент времени любая точка тела совершает поворот вокруг своего мгновенного центра поворота, причём длина радиуса в данный момент одинакова для всех точек тела. Одинаковы по величине и направлению и векторы скорости точек тела, а также испытываемые ими ускорения.
При решении задач теоретической механики бывает удобно рассматривать движение тела как сложение движения центра масс тела и вращательного движения самого тела вокруг центра масс (это обстоятельство принято во внимание при формулировке теоремы Кёнига).

## Примеры устройств

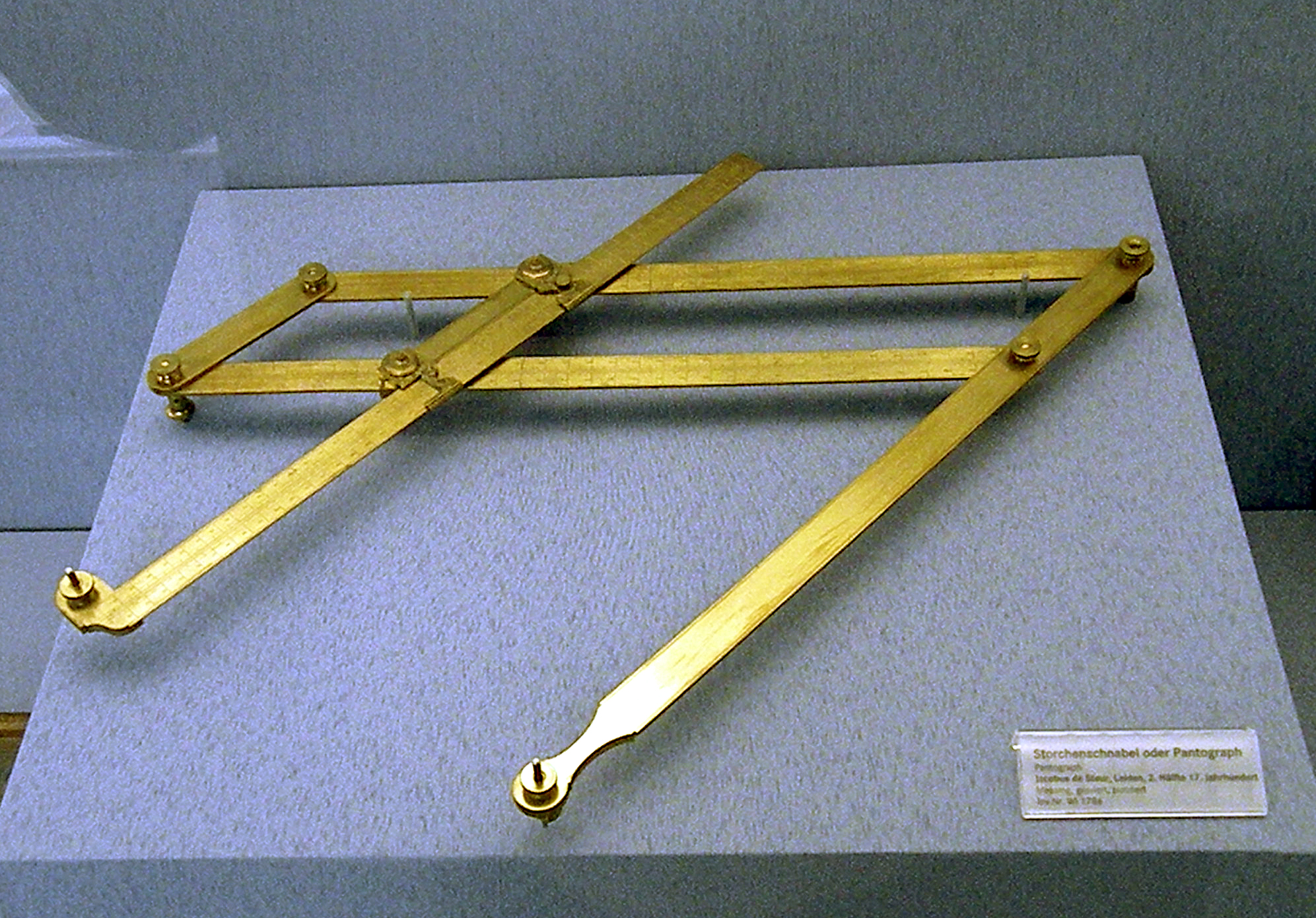
Пантограф

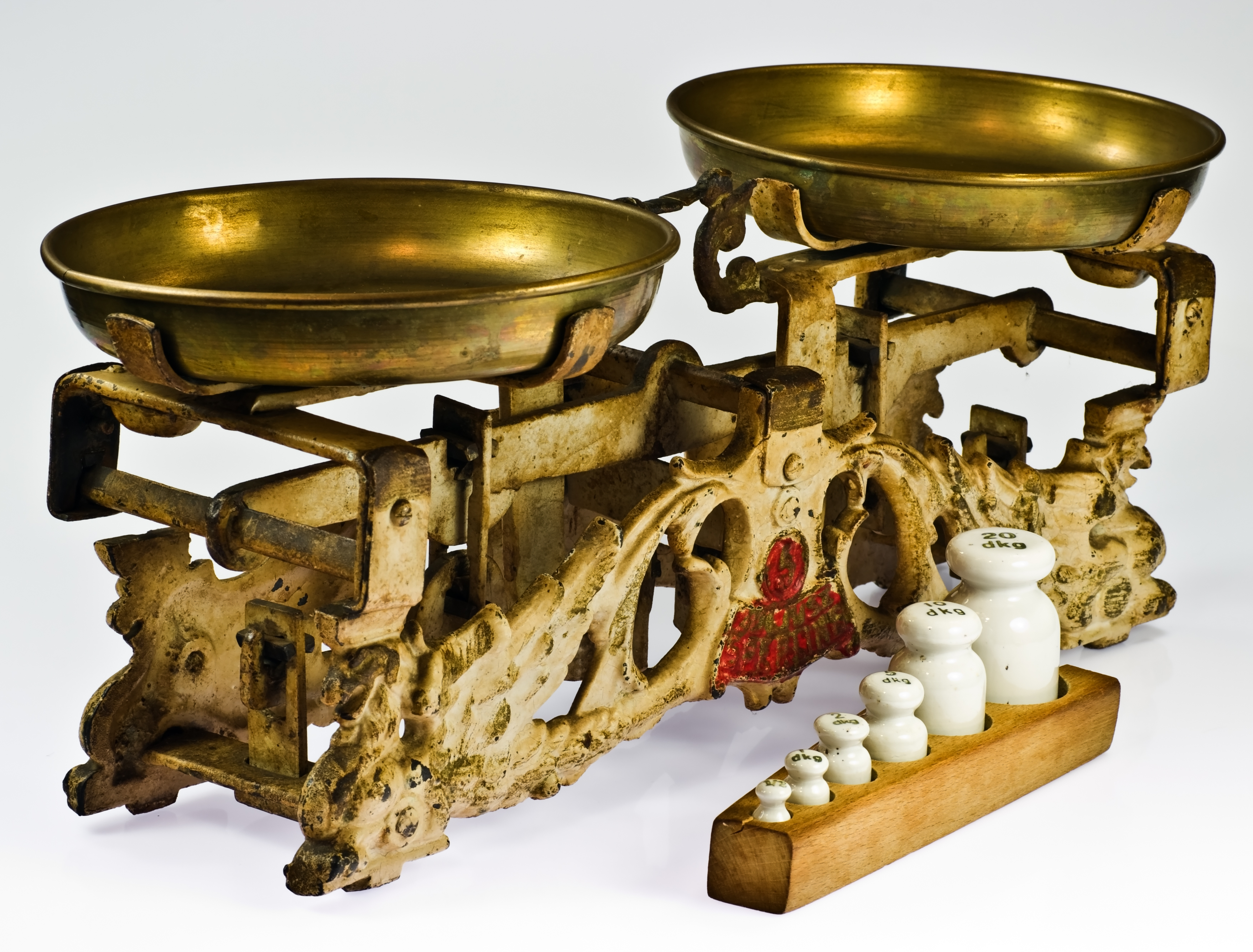
Торговые весы, чашки которых движутся поступательно, но не прямолинейно

Принцип поступательного движения реализован в чертёжном приборе — пантографе, ведущее и ведомое плечо которого всегда остаются параллельными, то есть движутся поступательно. При этом любая точка на движущихся частях совершает в плоскости заданные движения, каждая вокруг своего мгновенного центра вращения с одинаковой для всех движущихся точек прибора угловой скоростью.
Существенно, что ведущее и ведомое плечо прибора, хотя и движущиеся согласно, представляют собой два разных тела.
Поэтому радиусы кривизны, по которым движутся заданные точки на ведущем и ведомом плече могут быть сделаны неодинаковыми, и именно в этом и заключается смысл использования прибора, позволяющего воспроизводить любую кривую на плоскости в масштабе, определяемом отношением длин плеч.
По сути дела, пантограф обеспечивает синхронное поступательное движение системы двух тел: «читающего» и «пишущего», движение каждого из которых иллюстрируется приведённым выше чертежом.